# Gabe Muoneke
Nnadubem Gabriel Enyinaya "Gabe" Muoneke (Ann Arbor, Míchigan, Estados Unidos; 7 de febrero de 1978) es un exjugador de baloncesto estadounidense de origen nigeriano que ha tenido una extensa carrera en multitud de países de distintas partes del mundo. Fue además miembro de la selección de baloncesto de Nigeria.
Muoneke asistió a la Universidad de Texas en Austin, donde se graduó en el 2000 después de cuatro años. Muoneke fue la primera elección de los Columbus Riverdragons (ahora Austin Toros). Jugó en las ligas de verano de los Houston Rockets y de los New Orleans Hornets.
Muoneke ha jugado alrededor de todo el mundo, incluyendo los Leones de Ponce en Puerto Rico, Pınar Karşıyaka en Turquía, los Beijing Olympians en China, Pusan Magic Wings, Seoul SK Knights en Corea del Sur, Cáceres C.B y Tau Cerámica de la liga ACB o Saba Battery en Irán.
En marzo de 2010 anuncia su retirada del baloncesto profesional.

## Trayectoria profesional
| Club                     | País           | Año         |
| ------------------------ | -------------- | ----------- |
| Fort Wayne Fury          | Estados Unidos | 2000        |
| Chicago Skyliners        | Estados Unidos | 2000        |
| Trenton Shooting Stars   | Estados Unidos | 2000        |
| Pınar Karşıyaka          | Turquía        | 2000 - 2001 |
| Boca Juniors             | Argentina      | 2001        |
| Columbus Riverdragons    | Estados Unidos | 2001 - 2002 |
| Cangrejeros de Santurce  | Puerto Rico    | 2002        |
| TJ Hot Dogs              | Filipinas      | 2002        |
| Roanoke Dazzle           | Estados Unidos | 2003        |
| CB Cáceres               | España         | 2003        |
| Beijing Aoshen           | China          | 2003 - 2004 |
| Maratonistas de Coamo    | Puerto Rico    | 2004        |
| Busan KTF Magic Wings    | Corea del Sur  | 2004 - 2005 |
| Maratonistas de Coamo    | Puerto Rico    | 2005        |
| Seoul SK Knights         | Corea del Sur  | 2005 - 2006 |
| Leones de Ponce          | Puerto Rico    | 2006        |
| Shandong Lions           | China          | 2006 - 2007 |
| Saba Battery             | Irán           | 2007        |
| Indios de Mayagüez       | Puerto Rico    | 2007        |
| Rio Grande Valley Vipers | Estados Unidos | 2007        |
| TAU Cerámica             | España         | 2007 - 2008 |
| Saba Battery             | Irán           | 2008        |
| ASVEL Lyon-Villeurbanne  | Francia        | 2008        |
| Yunnan Bulls             | China          | 2008 - 2009 |
| Mets de Guaynabo         | Puerto Rico    | 2009        |
| Energa Czarni            | Polonia        | 2009        |
| Zain BC                  | Jordania       | 2009 - 2010 |

## Selección nacional
Siendo hijos de inmigrantes nigerianos a los Estados Unidos, Muoneke optó por jugar para la selección de baloncesto de Nigeria. Con el equipo disputó diversos torneos, incluyendo el AfroBasket de 2003 -en el cual su equipo fue subcampeón- y el de 2005 -en el que los nigerianos terminaron terceros. 

## Palmarés
- 2003 Medalla de Plata con la Selección de Nigeria en el Campeonato de África.
- 2005 Medalla de Bronce con la Selección de Nigeria en el Campeonato de África.